# Viči hora
Viči hora är ett berg i Tjeckien. Det ligger i den västra delen av landet, 120 km väster om huvudstaden Prag. Toppen på Viči hora är 690 meter över havet, eller 161 meter över den omgivande terrängen. Bredden vid basen är 3,7 km.
Terrängen runt Viči hora är huvudsakligen lite kuperad. Runt Viči hora är det ganska tätbefolkat, med 65 invånare per kvadratkilometer. Närmaste större samhälle är Planá, 10,2 km nordväst om Viči hora. I omgivningarna runt Viči hora växer i huvudsak blandskog.